# Edgard Ryckaerts
Edgard Ryckaerts (1917–1991) was een Belgisch politicus voor de CVP en later voor de VU. Hij was burgemeester van Berchem van 1967 tot 1976. Het Berchemse stationsplein is als Burgemeester Edgard Ryckaertsplein naar hem genoemd. Na een lokale splitsing binnen de CVP waarbij hij, ondanks de steun van de Volksunie, in de minderheid terecht kwam, haalde hij het in 1976 niet met zijn kartelpartij tegen zijn CVP-opvolger Renée Suerickx-Demarbaix.Zoon Frans Ryckaerts.